# 麥克拉里嶺
66°55′S 64°9′W / 66.917°S 64.150°W
麥克拉里嶺（英語：McClary Ridge）是南極洲的山嶺，位於葛拉漢地的弗因海岸，處於海斯山東南面9公里的科爾半島南部，在1947年12月由英國研究隊發現，現時由南極條約體系管理。